# Simon Kroon
Simon Robert Kroon, född 16 juni 1993 i Malmö, är en svensk före detta fotbollsspelare. Kroon är son till före detta friidrottarna Johnny Kroon och Annika Lorentzon.

## Klubbkarriär
Kroons moderklubb är Limhamns IF, där han började spela fotboll 1999. 2005 gick han över till Malmö FF.
Han förlängde i september 2011 sitt lärlingskontrakt med Malmö FF tills 2013. Kroon gjorde sin debut i Allsvenskan i en match mot Kalmar FF den 20 juni 2011. Sju dagar senare gjorde han sin debut i startelvan i en match mot GAIS på Gamla Ullevi. I slutet av mars 2013 tog han steget upp i A-laget med ett kontrakt på 3 år.
Efter säsongen 2015 lämnade Kroon MFF för spel i danska SønderjyskE. Han debuterade i Superligaen den 27 februari 2016 mot Randers (1–1). I januari 2017 värvades Kroon av FC Midtjylland, där han skrev på ett fyraårskontrakt. I januari 2018 lånades Kroon tillbaka till SønderjyskE på ett låneavtal över resten av säsongen 2017/2018.
Den 27 juli 2018 värvades Kroon av Östersunds FK, där han skrev på ett 3,5-årskontrakt. Kroon debuterade den 6 augusti 2018 i en 2–0-vinst över IF Elfsborg, där han gjorde ett mål och en assist. Han kom dock att drabbas av återkommande skador, och fick till slut diagnosen Multipel skleros. Efter säsongen 2024 avslutade Kroon sin fotbollskarriär.

## Karriärstatistik
| Klubb              | Säsong             | Liga               | Liga    | Liga | Nationell cup | Nationell cup | Internationell cup | Internationell cup | Övrigt  | Övrigt | Totalt  | Totalt |
| Klubb              | Säsong             | Division           | Matcher | Mål  | Matcher       | Mål           | Matcher            | Mål                | Matcher | Mål    | Matcher | Mål    |
| ------------------ | ------------------ | ------------------ | ------- | ---- | ------------- | ------------- | ------------------ | ------------------ | ------- | ------ | ------- | ------ |
| Malmö FF           | 2011               | Allsvenskan        | 8       | 0    | —             | —             | —                  | —                  | —       | —      | 8       | 0      |
| Malmö FF           | 2012               | Allsvenskan        | 1       | 0    | —             | —             | —                  | —                  | —       | —      | 1       | 0      |
| Malmö FF           | 2013               | Allsvenskan        | 17      | 2    | 5             | 2             | 4                  | 2                  | —       | —      | 26      | 5      |
| Malmö FF           | 2014               | Allsvenskan        | 19      | 0    | 4             | 5             | 9                  | 1                  | —       | —      | 32      | 6      |
| Malmö FF           | 2015               | Allsvenskan        | 6       | 1    | 3             | 1             | 3                  | 0                  | —       | —      | 12      | 2      |
| Malmö FF           | Totalt             | Totalt             | 51      | 3    | 12            | 8             | 16                 | 3                  | —       | —      | 79      | 14     |
| SønderjyskE        | 2015/2016          | Superligaen        | 15      | 2    | 1             | 0             | —                  | —                  | —       | —      | 16      | 2      |
| SønderjyskE        | 2016/2017          | Superligaen        | 14      | 4    | —             | —             | 6                  | 1                  | —       | —      | 20      | 5      |
| SønderjyskE        | Totalt             | Totalt             | 29      | 6    | 1             | 0             | 6                  | 1                  | —       | —      | 36      | 7      |
| FC Midtjylland     | 2016/2017          | Superligaen        | 5       | 0    | 2             | 1             | —                  | —                  | —       | —      | 7       | 1      |
| FC Midtjylland     | 2017/2018          | Superligaen        | 6       | 1    | —             | —             | 5                  | 2                  | —       | —      | 11      | 3      |
| FC Midtjylland     | Totalt             | Totalt             | 11      | 1    | 2             | 1             | 5                  | 2                  | —       | —      | 18      | 4      |
| SønderjyskE (lån)  | 2017/2018          | Superligaen        | 15      | 1    | 1             | 0             | —                  | —                  | —       | —      | 16      | 1      |
| Östersunds FK      | 2018               | Allsvenskan        | 4       | 1    | 1             | 1             | —                  | —                  | —       | —      | 5       | 2      |
| Östersunds FK      | 2019               | Allsvenskan        | 11      | 2    | 1             | 0             | —                  | —                  | —       | —      | 12      | 2      |
| Östersunds FK      | 2020               | Allsvenskan        | 10      | 1    | 3             | 2             | —                  | —                  | —       | —      | 13      | 3      |
| Östersunds FK      | 2021               | Allsvenskan        | 12      | 1    | 0             | 0             | —                  | —                  | —       | —      | 12      | 1      |
| Östersunds FK      | 2022               | Superettan         | 19      | 4    | 0             | 0             | —                  | —                  | 2       | 1      | 21      | 5      |
| Östersunds FK      | 2023               | Superettan         | 7       | 0    | 0             | 0             | —                  | —                  | —       | —      | 7       | 0      |
| Östersunds FK      | 2024               | Superettan         | 13      | 0    | 0             | 0             | —                  | —                  | 2       | 1      | 15      | 1      |
| Östersunds FK      | Totalt             | Totalt             | 76      | 9    | 5             | 3             | —                  | —                  | 4       | 2      | 85      | 14     |
| Totalt i karriären | Totalt i karriären | Totalt i karriären | 182     | 20   | 21            | 12            | 27                 | 6                  | 4       | 2      | 234     | 40     |

1. ↑  Fyra matcher och två mål i Svenska cupen, en match i Svenska Supercupen
2. 1 2 3  Matcher i Europa League
3. ↑  Tre matcher och fem mål i Svenska cupen, en match i Svenska Supercupen
4. 1 2  Matcher i Champions League
5. ↑  Matcher i Svenska cupen
6. 1 2 3  Matcher i Danska cupen
7. ↑  Nedflyttningskvalmatcher mot Falkenbergs FF.[17][18]
8. ↑  Nedflyttningskvalmatcher mot Lunds BK.[19][20]